# Bundeskonferenz der Migrantenorganisationen
Die Bundeskonferenz der Migrantenorganisationen (kurz BKMO, Eigenbezeichnung teils auch Bundeskonferenz der Migrant*innenorganisationen) ist eine 2017 gegründete Nichtregierungsorganisation, die Migrantenverbände miteinander vernetzt und ihnen ermöglicht, sich über ihre Ziele zu verständigen und ihre gemeinsamen Ressourcen zu nutzen. Die Bundeskonferenz sieht sich als regelmäßiges Diskussionsforum, das den Stimmen aus der Migrationslandschaft mehr Gehör verschaffen und politische Impulse in Richtung einer zukunftsgewandten und vielstimmigen Politik geben soll.

## Organisation
Die Organisation setzt sich aus (post)migrantischen und diasporischen Organisationen sowie Jugendmigrantenselbstorganisationen zusammen, die in der Regel bundesweit tätig sind. 2022 hatte sie rund 70 Mitgliedsorganisationen. Die Vorbereitungsgruppe, die der Vor- und Nachbereitung der Konferenz dient, bildet sich für jede anstehende Konferenz neu. Die Mitglieder wählen aus ihrer Mitte heraus die Personen für das zentrale Organ der Organisation, den „Vertreter*innenrat“, der die Interessen der Organisation vertritt. Darüber hinaus arbeitet sie in thematischen Arbeitsgruppen.

## Ziele und Themen

### Kernziel
Das Ziel der Bundeskonferenz ist es, Migrantenorganisationen, neue deutsche Organisationen und diasporische Organisationen miteinander zu vernetzen, eigene Agenden zu entwickeln und zu verwirklichen und gemeinsam mit einer Stimme nach außen zu sprechen. Die Organisation kämpft gegen rassistische Strukturen auf allen Ebenen und für die gleichberechtigte Teilhabe aller und nimmt in diesem Sinne aktiv an politischen Kommunikations- und Entscheidungsprozessen teil. Zu den Schwerpunktthemen der Bundeskonferenz zählen Digitalisierung und Bildung, Empowerment und Antirassismus, Partizipation, Gesundheit, Arbeit und Soziales sowie politische Bildung.

### Antirassismus-Agenda 2025
Aufmerksamkeit erlangte die Bundeskonferenz beispielsweise durch die Veröffentlichung der Antirassismus-Agenda 2025 und den Entwurf für ein Bundespartizipationsgesetz (Gesetz zur Förderung von Teilhabe und Partizipation und zur Bekämpfung von rassistischer Diskriminierung):
Die Antirassismus-Agenda 2025 ist das Ergebnis eines Experten-Begleitausschusses der Bundeskonferenz. Sie besteht aus konkreten Vorschlägen in den unterschiedlichen Bereichen der Rechtsextremismus- und Rassismusbekämpfung (Präventionsarbeit, Opferschutz, Teilhabepolitik u. a.). Diesen hatte die BKMO parallel zum Kabinettsausschuss zur Bekämpfung von Rechtsextremismus und Rassismus der Bundesregierung gegründet, um dessen Arbeit kritisch zu begleiten und die Perspektive und Expertise derjenigen, die selbst von Rassismus betroffen sind, mit einzubringen.

### Bundespartizipationsgesetz
Mit dem Bundespartizipationsgesetz fordert die Bundeskonferenz unter anderem eine Quote für den öffentlichen Dienst, die Einführung des kommunalen Wahlrechts für alle und ein verstärktes Vorgehen gegen Racial Profiling. Die Forderung nach einem Partizipationsgesetz auf Bundesebene wurde auch im Koalitionsvertrag 2021–2025 „Mehr Fortschritt wagen“ niedergeschrieben. Bis 2024 kam es jedoch  nur zu einem Leitungsentwurf, nicht zu einer Gesetzesvorlage. Kritiker bemängeln Verfassungskonformität, speziell  Artikel 33, der jedem deutschen Staatsbürger Zugang zu öffentlichen Dienst zusichert.

### Ehrenamt
Wie die Bundesregierung im September 2020 in einer Antwort auf eine Anfrage der Grünen erklärte, sollen Migrantenorganisationen über die BKMO im Stiftungsrat der Deutschen Stiftung für Engagement und Ehrenamt vertreten sein.

## Konferenzen
Die erste Bundeskonferenz wurde am 20. und 21. November 2017 veranstaltet; weitere Konferenzen folgten. Die sechste BKMO fand am 25. und 26. Oktober 2021 statt.

## Rezeption
Der Sachverständigenrat für Integration und Migration hebt in einer 2020 veröffentlichten Studie die Rolle der BKMO hervor:

„Auf der Ebene der gesamten Republik gibt es eine neue zentrale Akteurin, die den Anspruch auf Repräsentation und Partizipation bundesweit einlösen will: die Bundeskonferenz der Migrantenorganisationen (BKMO). Sie traf sich erstmals 2017 in Berlin und hat sich seitdem als regelmäßiges Diskussionsforum, als ein Sprachrohr für MO und als politische Impulsgeberin zu Fragen der gesamtgesellschaftlichen Integration etabliert.“